# Диком
Диком — царь гетов, выступивший на стороне Марка Антония во время гражданской войны в Риме 32-30 годов до н. э.
О царе гетов Дикоме известно из сообщения Плутарха. Во время гражданской войны в Риме 32-30 годов до н. э. Диком выступал на стороне Марка Антония в его борьбе с Октавианом. Как отметила Ю. А. Федина, в восточных провинциях Антония, обладавшего обширными патроно-клиентскими связями, поддерживали многие местные правители. Однако в итоге сопернику Октавиана не удалось избежать поражения.